# جيليلي أوغونموويوا
جيليلي أوغونمويوا (بالإنجليزية: Jelili Ogunmuyiwa)‏ (مواليد 31 آذار 1979) هو حكم كرة قدم نيجيري يعمل في الدوري النيجيري الممتاز وأيضاً في بطولة كرة القدم الشاطئية الدولية. وُلد جيليلي في إيكورودو بولاية لاغوس. اختير لإدارة المباراة النهائية لبطولة الاتحاد الافريقي لكرة القدم الشاطئية عام 2015 بين فريقي السنغال ومدغشقر.  أدار جيليلي 4 مباريات في كأس العالم لكرة القدم الشاطئية لفيفا عام 2015 بعد أن أدار سابقًا مباريات في بطولات 2011.

## الجوائز
جائزة أول ملعب في نيجيريا - حكم السنة

## وصلات خارجية
1. ↑  "Nigerian ref to officiate at FIFA World Cup". Kick Off. 20 يوليو 2011. مؤرشف من الأصل في 2022-12-20. اطلع عليه بتاريخ 2016-03-13.[وصلة مكسورة]
2. ↑  Oboh، Mike (8 يناير 2015). "28 Nigerian referees get FIFA badges". Daily Trust News  [لغات أخرى]‏. مؤرشف من الأصل في 2015-01-16. اطلع عليه بتاريخ 2016-03-13.{{استشهاد بخبر}}:  صيانة الاستشهاد: علامات ترقيم زائدة (link)
3. ↑  Inyang، Ifreke (21 أبريل 2015). "Ogunmuyiwa thanks Pinnick after making history in Seychelles". Daily Post  [لغات أخرى]‏. مؤرشف من الأصل في 2022-12-22. اطلع عليه بتاريخ 2016-03-13.{{استشهاد بخبر}}:  صيانة الاستشهاد: علامات ترقيم زائدة (link)
4. ↑  Odutola، Bowale (6 مايو 2015). "Nigerian referee appointed for World Cup". The Eagle News. مؤرشف من الأصل في 2022-12-20. اطلع عليه بتاريخ 2016-03-13.
5. ↑  "Nigerian Ref Named For FIFA Beach Soccer World Cup". Leadership Newspaper  [لغات أخرى]‏. 7 مايو 2015. مؤرشف من الأصل في 2022-12-20. اطلع عليه بتاريخ 2016-03-13.{{استشهاد بخبر}}:  صيانة الاستشهاد: علامات ترقيم زائدة (link)

Jelili Ogunmuyiwa من فيفا